# Na kraju dana (1993.)
Na kraju dana (eng. The Remains of the Day) je britansko-američka drama iz 1993. godine redatelja Jamesa Ivoryja i producenata Ismaila Merchanta, Mikea Nicholsa i Johna Calleyja. Scenarij je napisala Ruth Prawer Jhabvala, a temeljen je na istoimenom romanu autora Kazua Ishigura. U filmu su glavne uloge ostvarili Anthony Hopkins kao Stevens i Emma Thompson kao gđica Kenton, a pored njih glume još i James Fox, Christopher Reeve, Hugh Grant i Ben Chaplin.
Film je 1993. godine nominiran u čak 8 kategorija za prestižnu nagradu Oscar, u 6 kategorija za britansku nagradu BAFTA te u 5 kategorija za Zlatni Globus od čega je osvojio samo jednu i to u kategoriji najboljeg redatelja na dodjelama nagrade BAFTA.

## Različitosti od romana
Gospodin Lewis, američki kongresmen koji proziva Lorda Darlingtona amaterom u filmu je vlasnik Darlington Halla. Međutim, u knjizi Darlington Hall posjeduje Amerikanac imena Farraday koji svoj Ford posuđuje Stevensu za njegovo putovanje koje slijedi. 

## Glumačka postava
- Anthony Hopkins kao glavni batler gdin James Stevens
- Emma Thompson kao kućepaziteljica gđica Sarah 'Sally' Kenton
- James Fox kao Lord Darlington
- Christopher Reeve kao kongresmen Trent Lewis
- Peter Vaughan kao William Stevens
- Hugh Grant kao Kardinal
- John Haycraft kao aukcioner
- Caroline Hunt kao gazdarica
- Paula Jacobs kao gđa Mortimer
- Ben Chaplin kao Charlie
- Steve Dibben kao George
- Abigail Harrison kao služavka
- Patrick Godfrey kao Spencer
- Peter Halliday kao Canon Tufnell
- Terence Bayler kao Trimmer
- Hugh Sweetman kao radnik u kuhinjskoj praonici
- Tony Aitken kao poštar
- Emma Lewis kao Elsa
- Joanna Joseph kao Irma
- Tim Pigott-Smith kao Benn
- Lena Headey kao Lizzie

## Produkcija
Filmsku adaptaciju romana prvotno je trebao režirati Mike Nichols prema scenariju Harolda Pintera; neki dijelovi Pinterovog scenarija iskorišteni su u filmu, ali iako je Pinteru njegov posao plaćen on je zamolio da ne bude potpisan na scenariju. Christopher C. Hudgins je rekao: "Tijekom intervjua iz 1994. godine, Pinter je rekao Stevenu H. Galeu i meni da je naučio lekciju nakon što je vidio izmjene na svom scenariju za film The Handmaid's Tale koji je odlučio ne izdati. Nakon što je njegov scenarij za Na kraju dana bio gotovo potpuno izmijenjen od strane Jamesa Ivoryja i Ismaila Merchanta, on je odbio potpisati svoje ime na isti". 
Iako više nije bio redatelj, Nichols je ostao u projektu kao jedan od producenata na filmu.

## Soundtrack
Originalnu glazbu za film napisao je Richard Robbins. Glazba je bila nominirana za nagradu Oscar u kategoriji najbolje originalne glazbe, ali je Robbins izgubio od Johna Williamsa koji je te godine pobijedio sa svojom glazbom za film Schindlerova lista.
Popis glazbe sa soundtracka:
1. Opening Titles, Darlington Hall - 7:27
2. The Keyhole and the Chinaman - 4:14
3. Tradition and Order - 1:51
4. The Conference Begins - 1:33
5. Sei Mir Gegrüsst - 4:13
6. The Cooks in the Kitchen - 1:34
7. Sir Geoffrey Wren and Stevens, Sr. - 2:41
8. You Mean a Great Deal to This House - 2:21
9. Loss and Separation - 6:19
10. Blue Moon - 4:57
11. Sentimental Love Story/Appeasement/In the Rain - 5:22
12. A Portrait Returns/Darlington Hall/End Credits - 6:54